# Lijst van spelers van Limburgia
Dit is een lijst van voetballers die minimaal één officiële wedstrijd hebben gespeeld in het eerste elftal van de Nederlandse voormalig betaaldvoetbalclub Limburgia.

## A
- J. van Aken
- Rik Aspers

## B
- Jan Beckers
- Joep Beckers
- Leo Beerendonk
- Hub Bisschops
- Johan Borghmans
- Bosma
- Jacques van de Brekel
- Chris Broeders
- Božo Broketa
- Cor Brom
- Brouns
- Piet Bruist

## C
- Eugène Cleiren
- Willy Coolen
- Bert Cornelissen
- Frits Cox
- Leo Cox
- Leo Crutsen

## D
- Daamen
- Joop Deben
- Degens
- Sjef Derks
- Anton Dormans

## E
- Loek den Edel
- Jan Eggels
- Paul Ewe

## F
- Loek Feijen
- Herman Franken

## G
- Theo van Gemert
- Gène Gerards
- Wim Giepmans
- Camiel Gijsel
- Harry Godding
- Frits de Graaf
- Dieter Gresens
- Willy Groen

## H
- Leo Habets
- Gradus Hansen
- Freddy Heemskerk
- Johan Heesbeen
- Joop Hellemons
- Jan Hermans
- Piet Hermans
- Lodewijk Heutz
- Piet Hirsch
- Pierre Hofman
- Willy Hofman
- Jan Hoogen
- Chris Houwers
- Wil Houwers
- Jacques Hovens
- Wim Huis

## I
- Bert Isenborghs

## J
- Sjra Jacobs
- Jan Janssen
- Pierre Janssen

## K
- Nico Kamps
- Frans Kerens
- Ties Klinkers
- Emil Klostermann
- Karl Klostermann

## L
- Hans Lipka
- Wim Logister
- Hens van Lubeck
- Nelis van Lubeck
- Walter van Lubeck
- Pierre Lücker

## M
- E. Maas
- Jacques Maas
- Leo Maas
- Gradus Maurits
- Meulenbroek
- Lajos Mokosenyi
- Martin Molnar
- Mommerts
- Hendrik Moonen
- Jan Munnecom
- Karel Muyres

## N
- Jo Nix

## P
- Jo Pernot
- Arie Pieneman
- Pol Pisters
- Boy Politiek
- Harm Posthuma
- Punselie

## Q
- Piet Quix

## R
- Sjef Rademacher
- H. Reijmersdal
- Reijners
- Gerrie Reitsma
- Henk Reuvers
- S. Rohmi
- Piet Roozenbeek

## S
- Cor van Schendel
- Math Schmeitz
- Scholten
- Arie Schoon
- Ferdi Schreven
- Koos Sins
- Wiel Smeets
- Eddy Sobczak
- Mathieu Spanjer
- Cor Stap
- Frans Stalman
- Peter Stephan
- Giel Stevelmans
- Joep Strolenberg
- Karel Stroucken
- Hein Strouken

## T
- Ben Thoen
- John van Trigt

## U
- Albert Ummels
- Sjaak van Unen

## V
- Ferdinand Vossenberg
- Jan Vrancken
- Heinz Vroomen
- Wim Vrösch

## W
- Ad van der Weij
- Leo Wesolek
- Loek van Wijk
- Jacques Wings
- Jos Winkens

## Z
- Hans Zuidersma